# 에티하드 파크
에티하드 파크(Etihad Park)는 미국 뉴욕 퀸스 자치구에 건설되고 있는 축구 경기장이며, MLS 뉴욕 시티 FC이 홈구장으로 사용될 예정이다.